# Alfred Ryder
Alfred Ryder, nato Alfred Jacob Corn (New York, 5 gennaio 1916 – Englewood, 16 aprile 1995), è stato un attore statunitense.
Fratello dell'attrice Olive Deering, recitò dal 1944 al 1977 in quattordici film e dal 1950 al 1980 in oltre novanta produzioni televisive.

## Biografia
Alfred Ryder iniziò a lavorare come attore già da bambino in teatro e fece parte di diverse produzioni a Broadway fin dalla tenera età. Lavorò per diversi anni in alcuni radiodrammi e dopo la guerra fece il suo debutto al cinema a metà degli anni quaranta e in televisione agli inizi degli anni cinquanta.
Per gli schermi televisivi fu accreditato diverse volte grazie a numerose interpretazioni di personaggi minori in molti episodi di serie televisive e a diverse apparizioni come guest star e come interprete di più parti per singola serie, dagli anni cinquanta agli anni settanta, come in sette episodi di The Philco Television Playhouse, tre episodi di Studio One, tre episodi di La città in controluce, quattro episodi di Ben Casey, tre episodi di Viaggio in fondo al mare, tre episodi di Gli invasori e due episodi di Cannon. Prese parte anche ad un episodio della serie classica di Star Trek, intitolato nella versione in italiano Trappola umana, trasmesso in prima televisiva nel 1966.
Per il cinema interpretò, tra gli altri, Milhauser in Vittoria alata (1944), Nat Foster in Golden Slippers (1946), Tony Genaro aka Tony Galvani in T-Men contro i fuorilegge (1947), il tenente Mike Morris in Inchiesta in prima pagina (1959), il capitano Benton in I temerari del West (1963), Doc Barker in Invito ad una sparatoria (1964), il capitano Yolles in Intrighi al Grand Hotel (1967), Goudy in Il Grinta (1969), Tony Champion in L'assassino di pietra (1973), O. J. Onselm in The Legend of Hillbilly John (1974) e l'astrologo in Incredibile viaggio verso l'ignoto (1975). La sua carriera televisiva terminò con il film TV Bogie trasmesso nel 1980, mentre per il grande schermo l'ultimo ruolo che interpretò fu quello nel film Tracks - lunghi binari della follia (1977).
Morì nel New Jersey, a Englewood, il 16 aprile 1995, all'età di 79 anni.

## Filmografia

### Attore

#### Cinema
- Vittoria alata (Winged Victory), regia di George Cukor (1944)
- Golden Slippers, regia di Jerry Hopper (1946)
- T-Men contro i fuorilegge (T-Men), regia di Anthony Mann (1947)
- Inchiesta in prima pagina (The Story on Page One), regia di Clifford Odets (1959)
- I temerari del West (The Raiders), regia di Herschel Daugherty (1963)
- Hamlet, regia di Bruce Minnix, Joseph Papp (1964)
- Invito ad una sparatoria (Invitation to a Gunfighter), regia di Richard Wilson (1964)
- Intrighi al Grand Hotel (Hotel), regia di Richard Quine (1967)
- Il Grinta (True Grit), regia di Henry Hathaway (1969)
- L'assassino di pietra (The Stone Killer), regia di Michael Winner (1973)
- The Legend of Hillbilly John, regia di John Newland (1974)
- Un thriller per Twiggy (W), regia di Richard Quine (1974)
- Incredibile viaggio verso l'ignoto (Escape to Witch Mountain), regia di John Hough (1975)
- Tracks - lunghi binari della follia (Tracks), regia di Henry Jaglom (1977)

#### Televisione
- The Philco Television Playhouse – serie TV, 7 episodi (1949-1952)
- Starlight Theatre – serie TV, 3 episodi (1950-1951)
- Actor's Studio – serie TV, un episodio (1950)
- Masterpiece Playhouse – serie TV, un episodio (1950)
- Danger – serie TV, un episodio (1950)
- Studio One – serie TV, 3 episodi (1951-1955)
- Somerset Maugham TV Theatre – serie TV, 2 episodi (1951)
- The Web – serie TV, 2 episodi (1951)
- Goodyear Television Playhouse – serie TV, un episodio (1952)
- Inner Sanctum – serie TV, un episodio (1954)
- Robert Montgomery Presents – serie TV, 4 episodi (1955-1957)
- The Alcoa Hour – serie TV, episodio 1x16 (1956)
- The Big Story – serie TV, un episodio (1957)
- The DuPont Show of the Month – serie TV, episodio 1x07 (1958)
- Suspicion – serie TV, un episodio (1958)
- Le grandi fiabe (Shirley Temple's Storybook) – serie TV, 2 episodi (1958)
- Alcoa Presents: One Step Beyond – serie TV, 2 episodi (1959-1960)
- Play of the Week – serie TV, 2 episodi (1959-1961)
- Gunsmoke – serie TV, 2 episodi (1959-1966)
- Five Fingers – serie TV, un episodio (1959)
- L'uomo e la sfida (The Man and the Challenge) – serie TV, episodio 1x11 (1959)
- Route 66 – serie TV, 2 episodi (1960-1963)
- The Aquanauts – serie TV, episodio 1x06 (1960)
- Outlaws – serie TV, episodio 1x05 (1960)
- The Witness – serie TV, un episodio (1960)
- La città in controluce (Naked City) – serie TV, 3 episodi (1961-1962)
- La parola alla difesa (The Defenders) – serie TV, 2 episodi (1961-1964)
- Gli intoccabili (The Untouchables) – serie TV, un episodio (1961)
- Way Out – serie TV, un episodio (1961)
- 87ª squadra (87th Precinct) – serie TV, un episodio (1961)
- Ben Casey – serie TV, 4 episodi (1962-1966)
- Il dottor Kildare (Dr. Kildare) – serie TV, un episodio (1962)
- Bus Stop – serie TV, episodio 1x26 (1962)
- Corruptors (Target: The Corruptors) – serie TV, episodio 1x31 (1962)
- Polvere di stelle (Bob Hope Presents the Chrysler Theatre) – serie TV, 2 episodi (1963-1965)
- The Greatest Show on Earth – serie TV, episodio 1x01 (1963)
- Chronicle – serie TV, un episodio (1963)
- The Outer Limits – serie TV, un episodio (1963)
- Carovane verso il west (Wagon Train) – serie TV, un episodio (1964)
- Combat! – serie TV, un episodio (1964)
- Undicesima ora (The Eleventh Hour) – serie TV, un episodio (1964)
- Gli inafferrabili (The Rogues) – serie TV, episodio 1x01 (1964)
- Selvaggio west (The Wild Wild West) – serie TV, 2 episodi (1965-1967)
- Organizzazione U.N.C.L.E. (The Man from U.N.C.L.E.) – serie TV, 2 episodi (1965-1967)
- Profiles in Courage – serie TV, 2 episodi (1965)
- Slattery's People – serie TV, un episodio (1965)
- L'ora di Hitchcock (The Alfred Hitchcock Hour) – serie TV, un episodio (1965)
- The Long, Hot Summer – serie TV, un episodio (1965)
- Viaggio in fondo al mare (Voyage to the Bottom of the Sea) – serie TV, 3 episodi (1966-1967)
- F.B.I. (The F.B.I.) – serie TV, 4 episodi (1966-1973)
- Star Trek - serie TV, episodio 1x2 (1966)
- Il virginiano (The Virginian) – serie TV, episodio 5x05 (1966)
- Gli invasori (The Invaders) – serie TV, 3 episodi (1967-1968)
- Laredo – serie TV, un episodio (1967)
- La valle del mistero (Valley of Mystery) – film TV (1967)
- Pattuglia del deserto (The Rat Patrol) – serie TV, un episodio (1967)
- Missione impossibile (Mission: Impossible) – serie TV, 4 episodi (1968-1971)
- Operazione ladro (It Takes a Thief) – serie TV, episodio 1x02 (1968)
- Al banco della difesa (Judd for the Defense) – serie TV, un episodio (1968)
- The Danny Thomas Hour – serie TV, episodio 1x17 (1968)
- Squadra speciale anticrimine (The Felony Squad) – serie TV, episodio 3x09 (1968)
- Medical Center – serie TV, 2 episodi (1969-1971)
- Ironside – serie TV, un episodio (1969)
- L'orso Ben (Gentle Ben) – serie TV, un episodio (1969)
- La terra dei giganti (Land of the Giants) – serie TV, un episodio (1969)
- D.A.: Murder One – film TV (1969)
- Uno sceriffo a New York (McCloud) – serie TV, 2 episodi (1970-1972)
- Lancer – serie TV, episodio 2x14 (1970)
- Hawaii squadra cinque zero (Hawaii Five-O) – serie TV, un episodio (1970)
- Reporter alla ribalta (The Name of the Game) – serie TV, un episodio (1971)
- Bonanza - serie TV, episodio 12x27 (1971)
- Probe – film TV (1972)
- I nuovi medici (The Bold Ones: The New Doctors) – serie TV, un episodio (1973)
- Search – serie TV, un episodio (1973)
- Mannix – serie TV, un episodio (1973)
- Barnaby Jones – serie TV, un episodio (1973)
- Kojak – serie TV, un episodio (1973)
- Cannon – serie TV, 2 episodi (1974-1975)
- Indict and Convict – film TV (1974)
- Hec Ramsey – serie TV, un episodio (1974)
- L'uomo da sei milioni di dollari (The Six Million Dollar Man) – serie TV, un episodio (1974)
- The Specialists – film TV (1975)
- The Abduction of Saint Anne – film TV (1975)
- Swiss Family Robinson – serie TV, un episodio (1975)
- Switch – serie TV, un episodio (1975)
- Ellery Queen - serie TV, episodio 1x18 (1976)
- Le strade di San Francisco (The Streets of San Francisco) – serie TV, un episodio (1976)
- Charlie's Angels – serie TV, episodio 1x20 (1977)
- Ai limiti dell'incredibile (Quinn Martin's Tales of the Unexpected) – serie TV, un episodio (1977)
- Sergeant Matlovich vs. the U.S. Air Force – film TV (1978)
- Quincy (Quincy M.E.) – serie TV, un episodio (1979)
- Buck Rogers (Buck Rogers in the 25th Century) – serie TV, un episodio (1979)
- Bogie – film TV (1980)

### Regista
- Meeting of Minds – serie TV, 2 episodi (1979)